# Rianodina

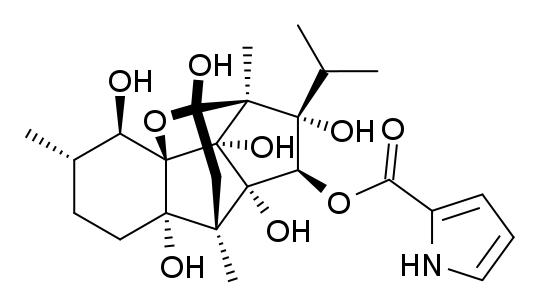
Rianodina

La rianodina è un alcaloide estratto dalla pianta Ryania speciosa, utilizzata in un primo tempo come insetticida.
La rianodina presenta un'elevata affinità di legame con il recettore della rianodina, un gruppo di Canali del calcio che si trovano principalmente nel muscolo scheletrico e nel miocardio.
A concentrazioni nanomolari la rianodina blocca i recettori allo stadio semiaperto, mentre a concentrazioni micromolari li chiude completamente. Quando presente in concentrazioni nanomolari, la rianodina permette il rilascio di calcio dal reticolo sarcoplasmatico consentendo la contrazione muscolare.